# Nico Denz
Nico Denz (* 15. února 1994) je německý profesionální silniční cyklista jezdící za UCI WorldTeam Red Bull–Bora–Hansgrohe.

## Hlavní výsledky
2011
Národní šampionát
3. místo silniční závod juniorů
2015
Národní šampionát
3. místo silniční závod do 23 let
Tour des Pays de Savoie
7. místo celkově
8. místo Tour de Berne
2016
4. místo Cholet-Pays de la Loire
2017
Étoile de Bessèges
 vítěz vrchařské soutěže
2018
vítěz Tour de Vendée
8. místo Le Samyn
Mistrovství Evropy
9. místo silniční závod
2020
Okolo Slovenska
2. místo celkově
vítěz 2. etapy
2022
Tour de Suisse
vítěz 6. etapy
2023
Giro d'Italia
vítěz etap 12 a 14
Kolem Turecka
vítěz 5. etapy
Národní šampionát
2. místo silniční závod

### Výsledky na Grand Tours
| Grand Tour      | 2017 | 2018 | 2019 | 2020 | 2021 | 2022 | 2023 | 2024 |
| --------------- | ---- | ---- | ---- | ---- | ---- | ---- | ---- | ---- |
| Giro d'Italia   | —    | 62   | 124  | 83   | 102  | 111  | 57   | —    |
| Tour de France  | —    | —    | —    | —    | —    | —    | —    | 110  |
| Vuelta a España | DNF  | —    | —    | —    | 114  | —    | 97   |      |

| —   | Nezúčastnil se |
| DNF | Nedokončil     |